# Marlschlag
Ein Marlschlag besteht aus einer Reihe von Törns um einen Gegenstand und „halben Schlägen, die um die Leine geknüpft sind“. Er dient dazu, zylindrische Objekte zu verbinden. Der für den Marlschlag verwendete „Halbe Schlag, der um eine Leine gewickelt ist“, ist dem Halben Knoten, der im ersten Schritt beim Binden von Schnürsenkeln verwendet wird, im Aufbau sehr ähnlich (siehe Abgrenzung: Halber Schlag, Halber Knoten), wird aber für einen anderen Zweck verwendet.
Die Tätigkeit, den Marlschlag zu knüpfen, nennt sich Marlen.

Anschlagen eines Segels mit Marlschlägen an einer Gaffel

Entlang des Segels werden in bestimmten Abständen „Halbe Schläge“, die um die eigenen Leine gebunden sind, geschlagen.

## Knüpfen

### Abgrenzung
In der Knotenkunde haben zwei ähnliche, aber im Aufbau verschiedene Halbe Schläge den gleichen Namen. Deswegen kam es in der Verwendung des Begriffes in der Vergangenheit immer wieder zu Verwechslungen. 

#### Marlschlag
Beim Knüpfen des Marlschlags geht man vor, wie wenn man einen Halben Knoten knüpfen würde, er heißt deshalb nicht Halber Knoten, weil er in der Anwendung des Marlschlages eine Form des Halben Schlages , der um die eigene Leine gebunden ist, bekommt.

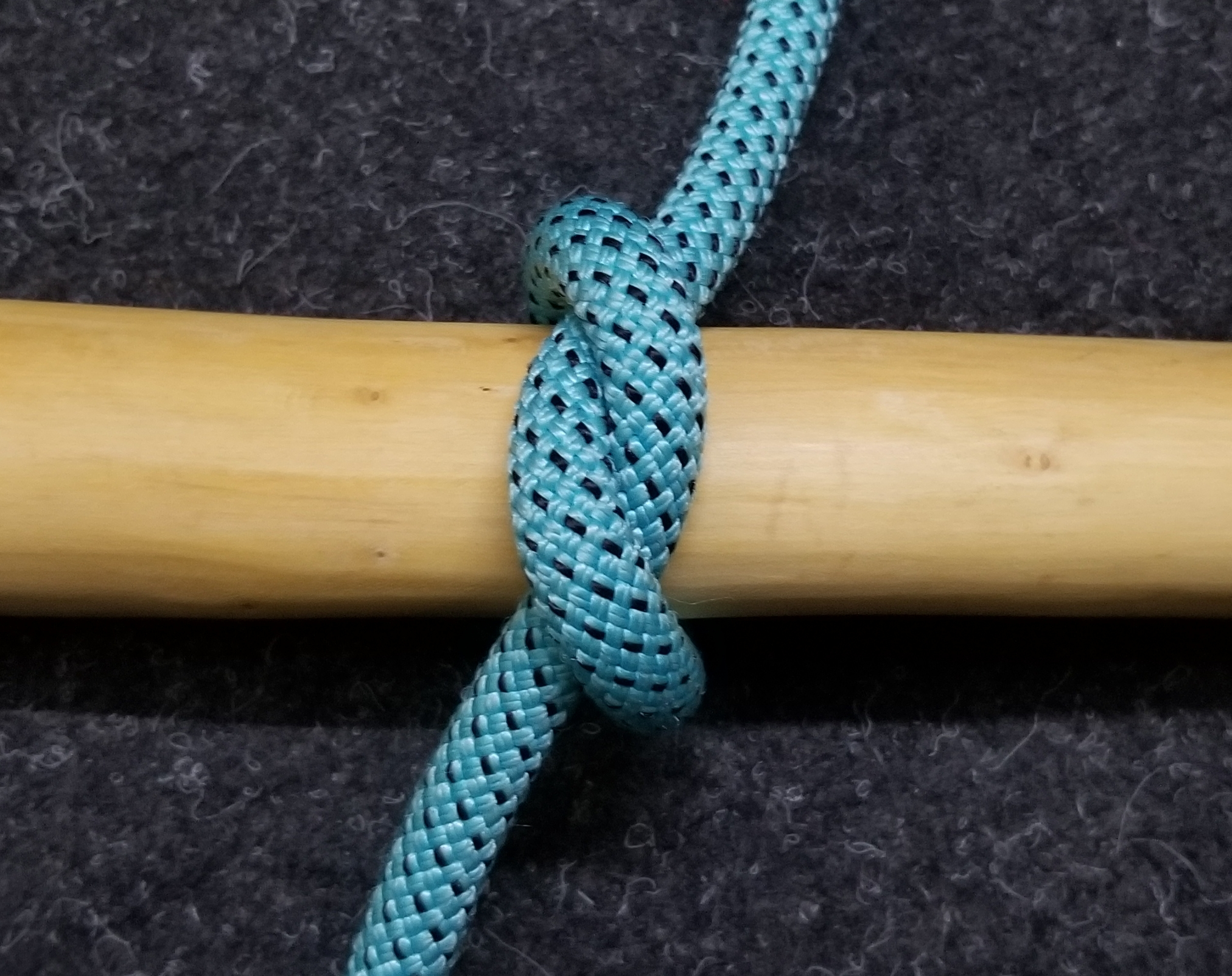
Halber Knoten. Die Seilenden laufen ca. 180° aus dem Knoten. Würde man die Stange aus dem Knoten ziehen, erhielte man einen Überhandknoten
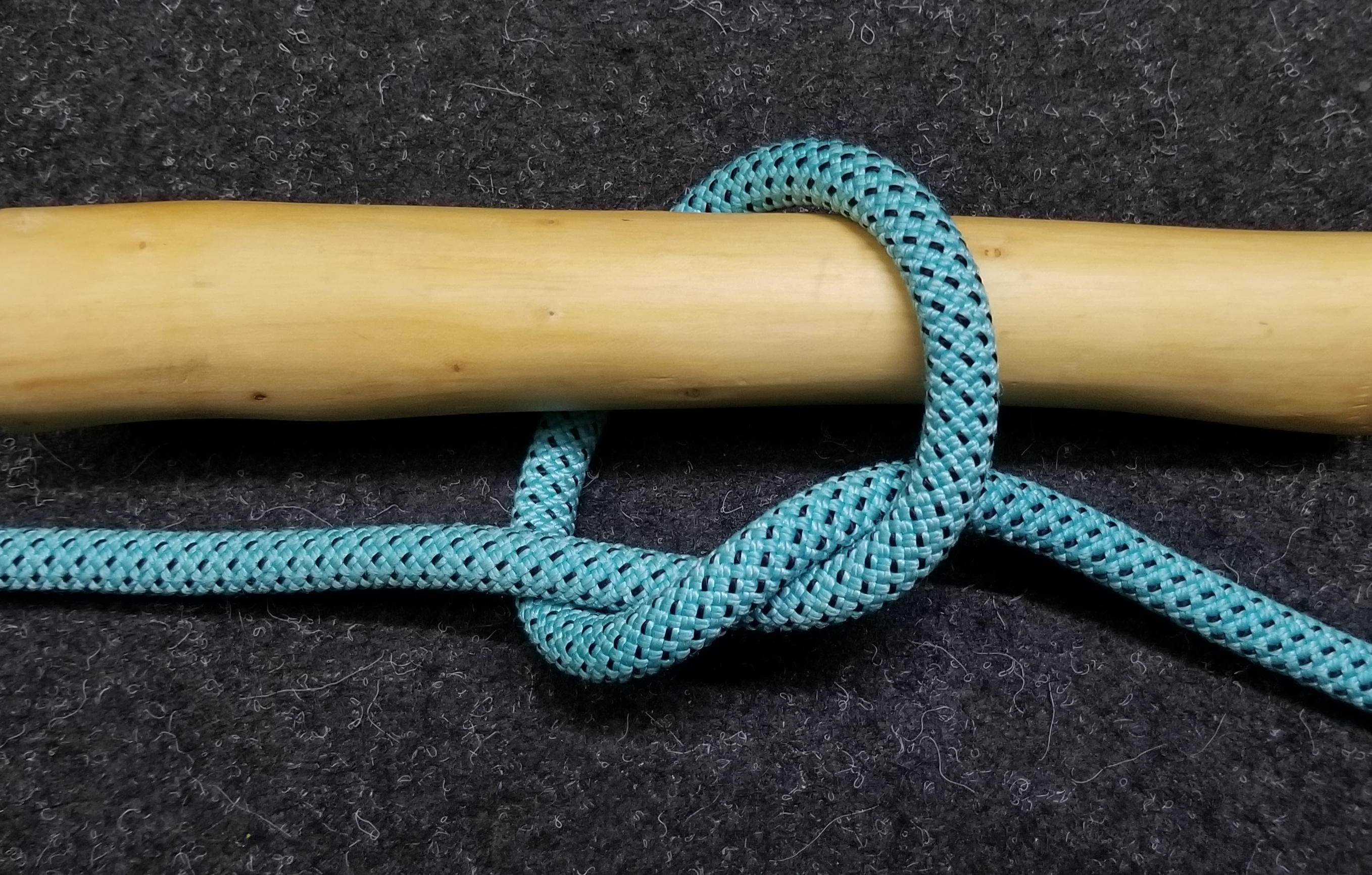
Vorgang beim „Marlen“. Man fährt mit dem Arbeitsende (rechts im Bild) einmal um die Stange und zurück unter die stehende Part. Dann weiter über die stehende Part (es ist ein Törn (ein Auge um die Stange)  entstanden) und durch den Törn wieder hindurch. Man hat quasi einen Halben Knoten geknüpft.
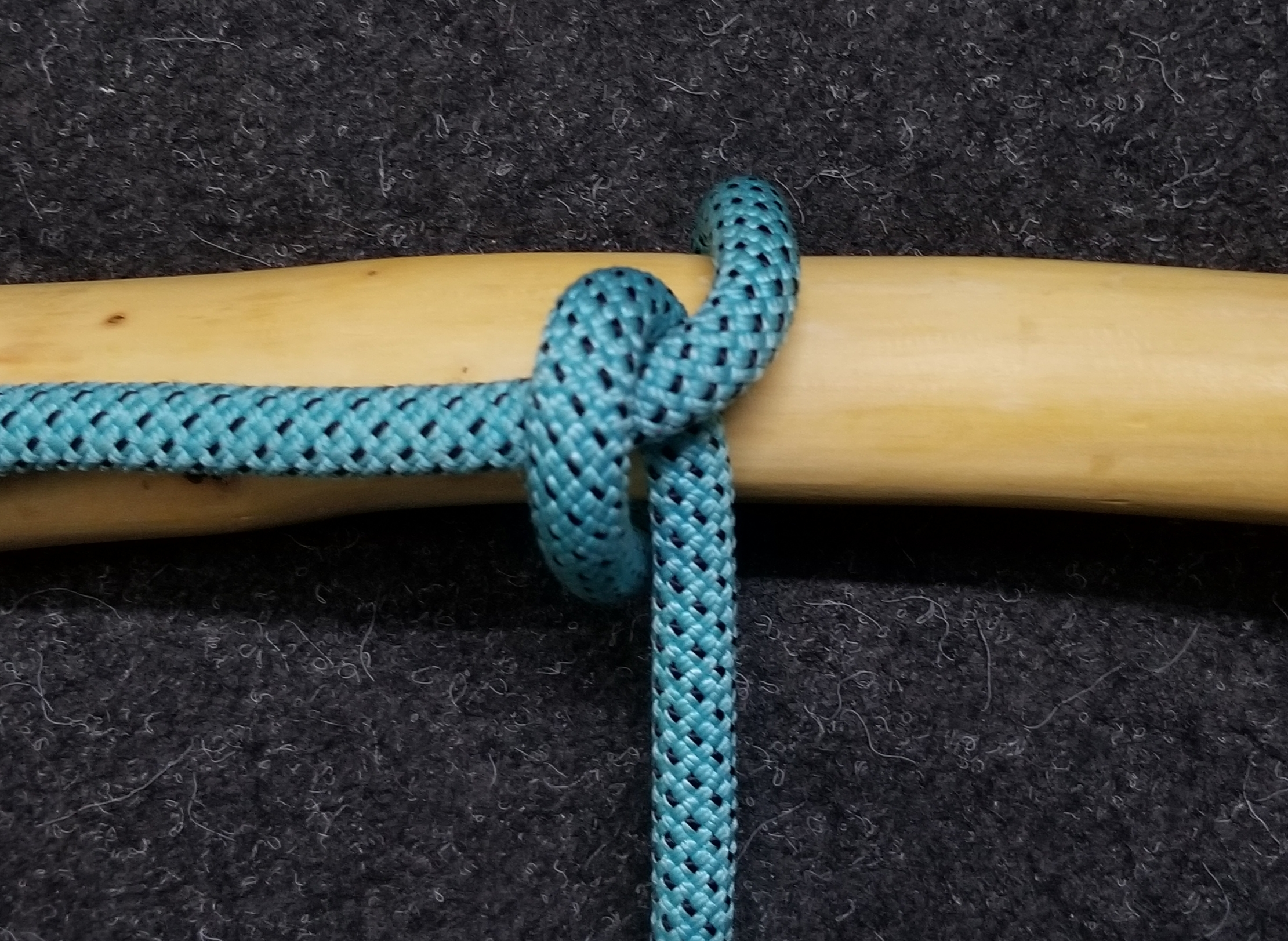
Man zieht das Arbeitsende straff und der Halbe Knoten hat die Form des Halben Schlages, der um die eigene Leine geknüpft ist, angenommen. Man muss natürlich nicht nach unten ziehen, das Bild dient nur der Verdeutlichung des Halben Schlages.
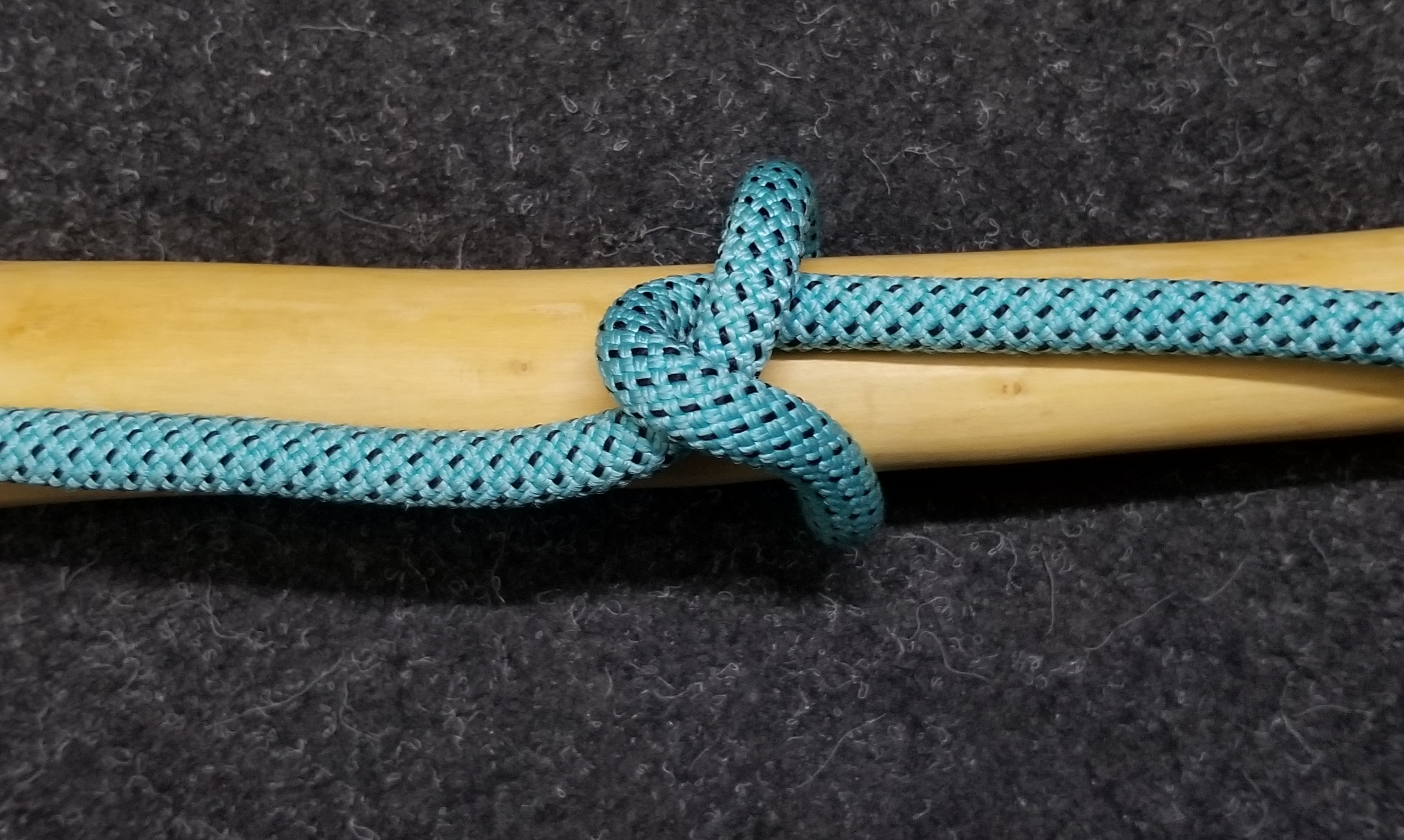
Nun knüpft man weiter nach rechts und man hat den ersten Marlschlag geknüpft.
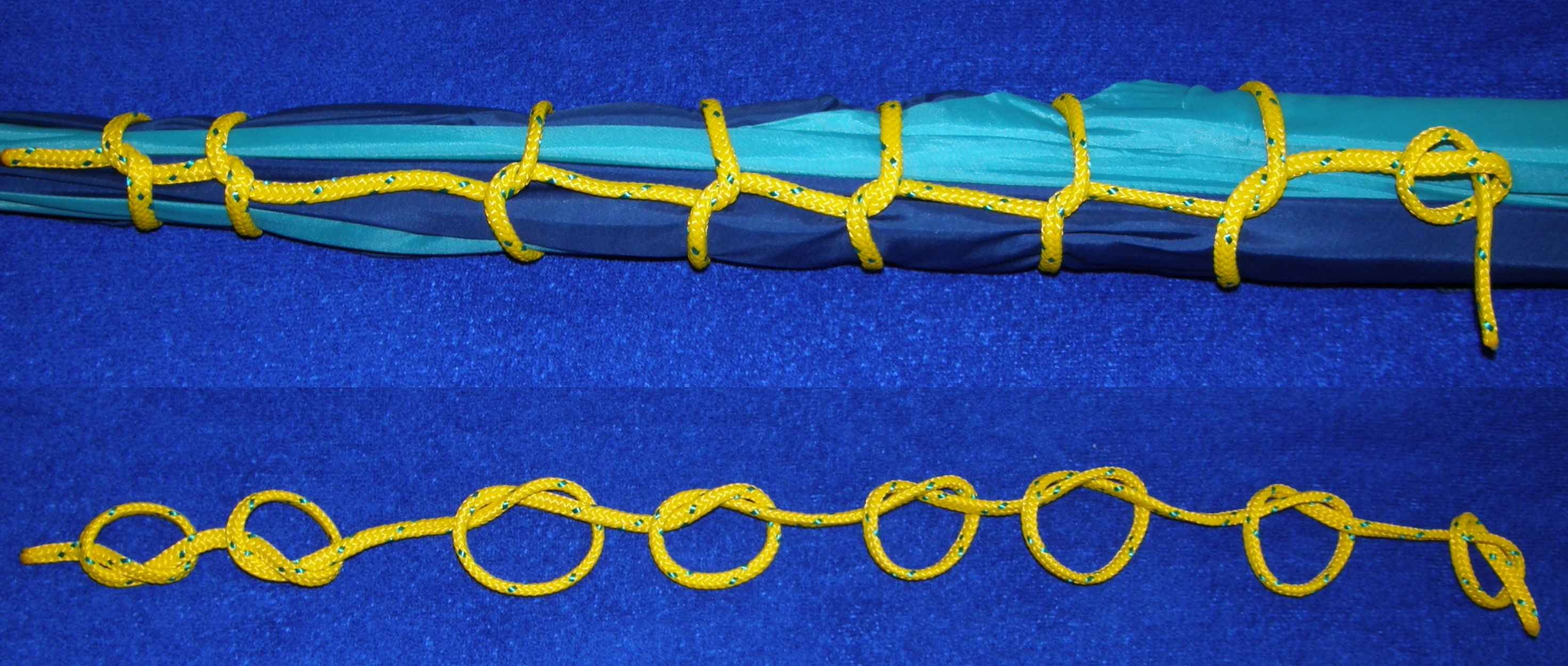
(oben) Marlschlag (linke 2 Knoten sind linksgeknüpft). (unten) nach Abstreifen bleiben Überhandknoten

#### Halbe Schläge (ABOK #3114)
Wenn nicht um eine Leine herum genommen, ist dies tatsächlich ein einzelner Schlag, der aber gewöhnlich auch Halber Schlag genannt wird. Zur Abgrenzung wird empfohlen, den Begriff: Halber Schlag, der um einen Gegenstand gebunden ist, zu verwenden. Man kann diese Halbe Schläge verwenden, um ein oder mehrere Objekte zu befestigen. Halbe Schläge werden im Allgemeinen auch verwendet beim Verschnüren von Paketen, Bündeln und Ballen. Geoffrey Budworth nennt dies mit einer anderen Knüpfweise Augen-Zurring
Bei dessen Knüpfweise müssen aber die Augen über den Gegenstand geschoben werden können.
Die Halben Schläge (ABOK #3114) sind aber weniger fest, wie der Marlschlag.

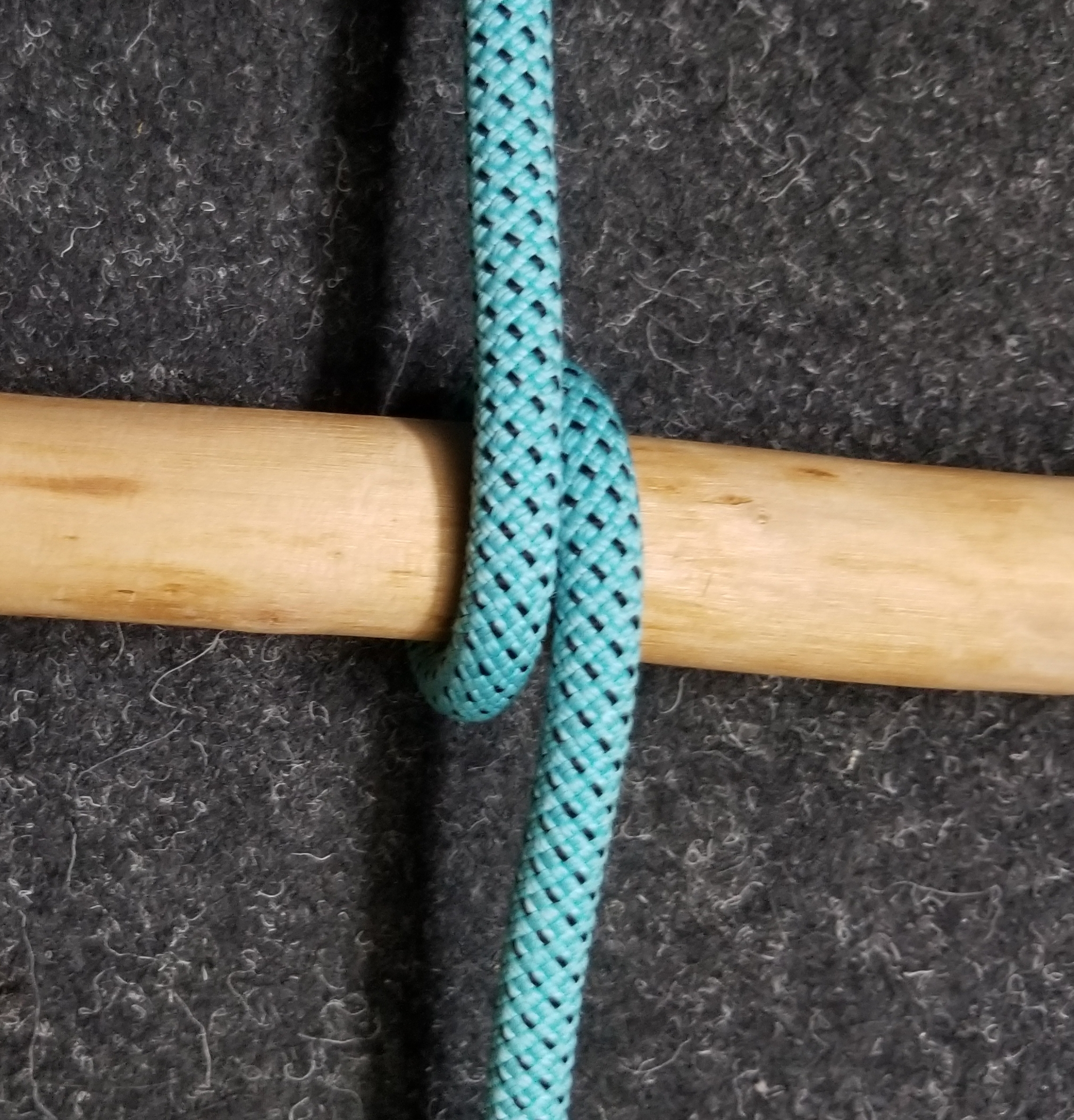
Ein einfacher Schlag um eine Stange, auch einfacher Törn genannt. Zieht man die Stange heraus erhält man ein Auge.
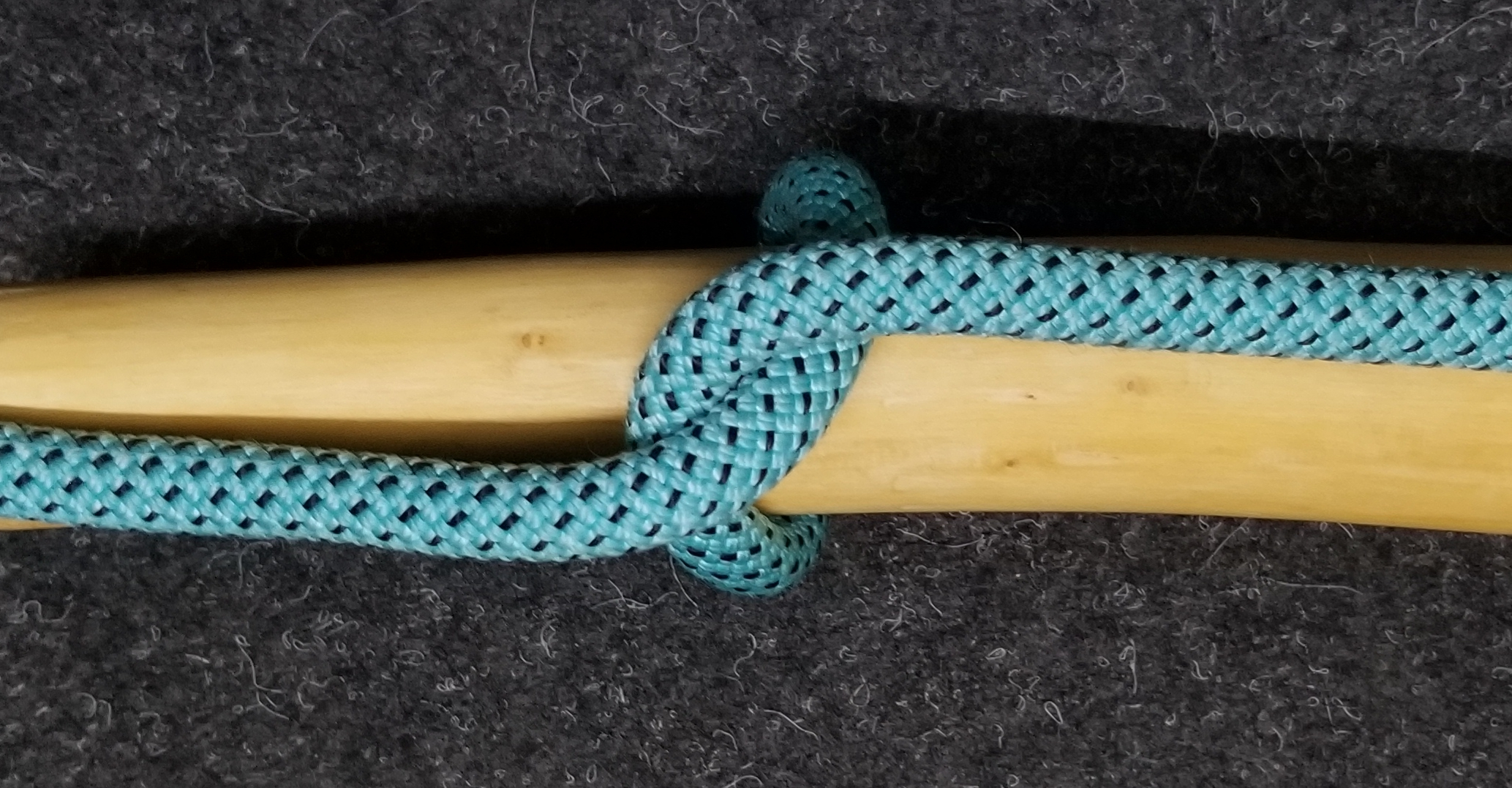
Das Arbeitsende (rechts im Bild) wird nach oben geführt, dann hinter die Stange, unten durch zurück und unter die stehende Part geführt.
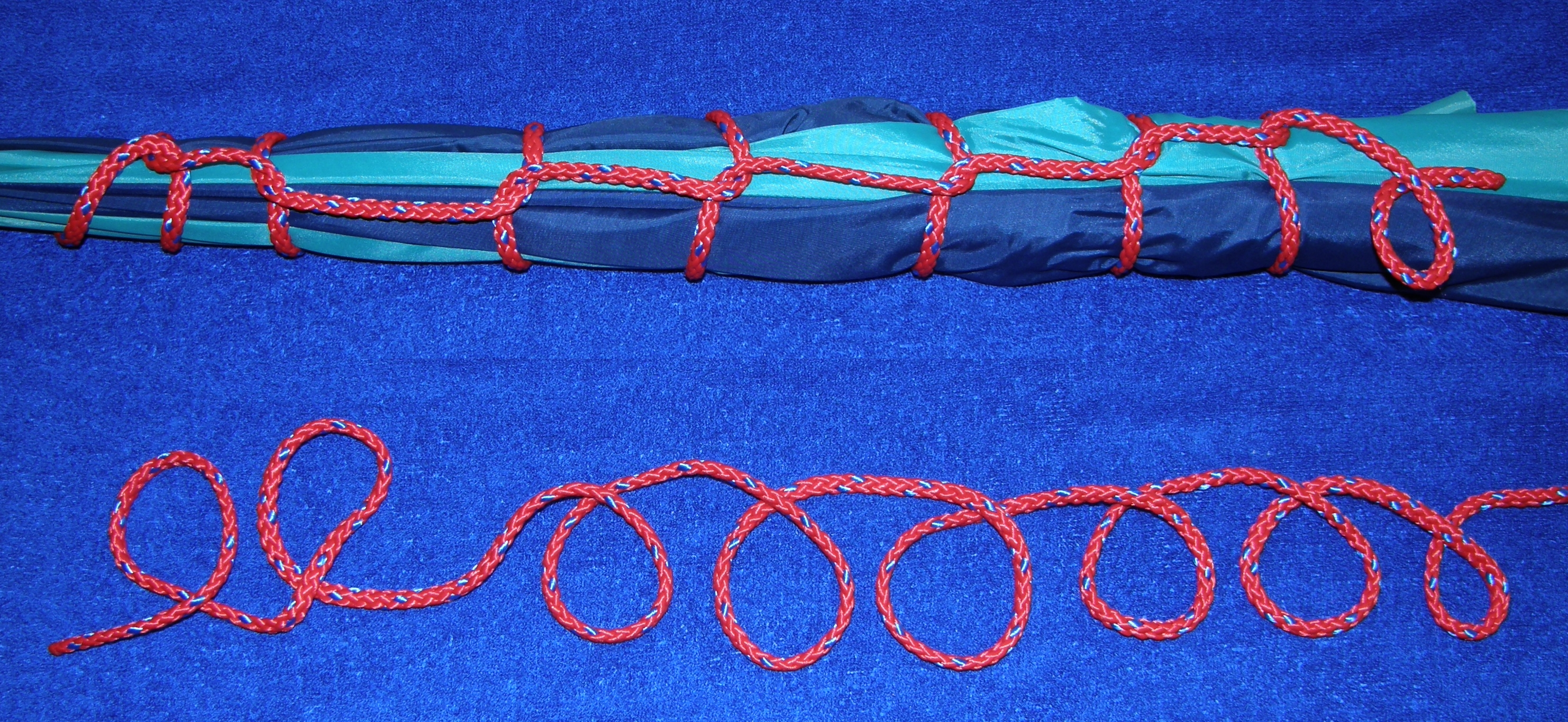
(oben) Halbe Schläge (ABOK #3114); linke 2 Knoten sind linksgeknüpft (unten) nach Abstreifen bleiben Augen
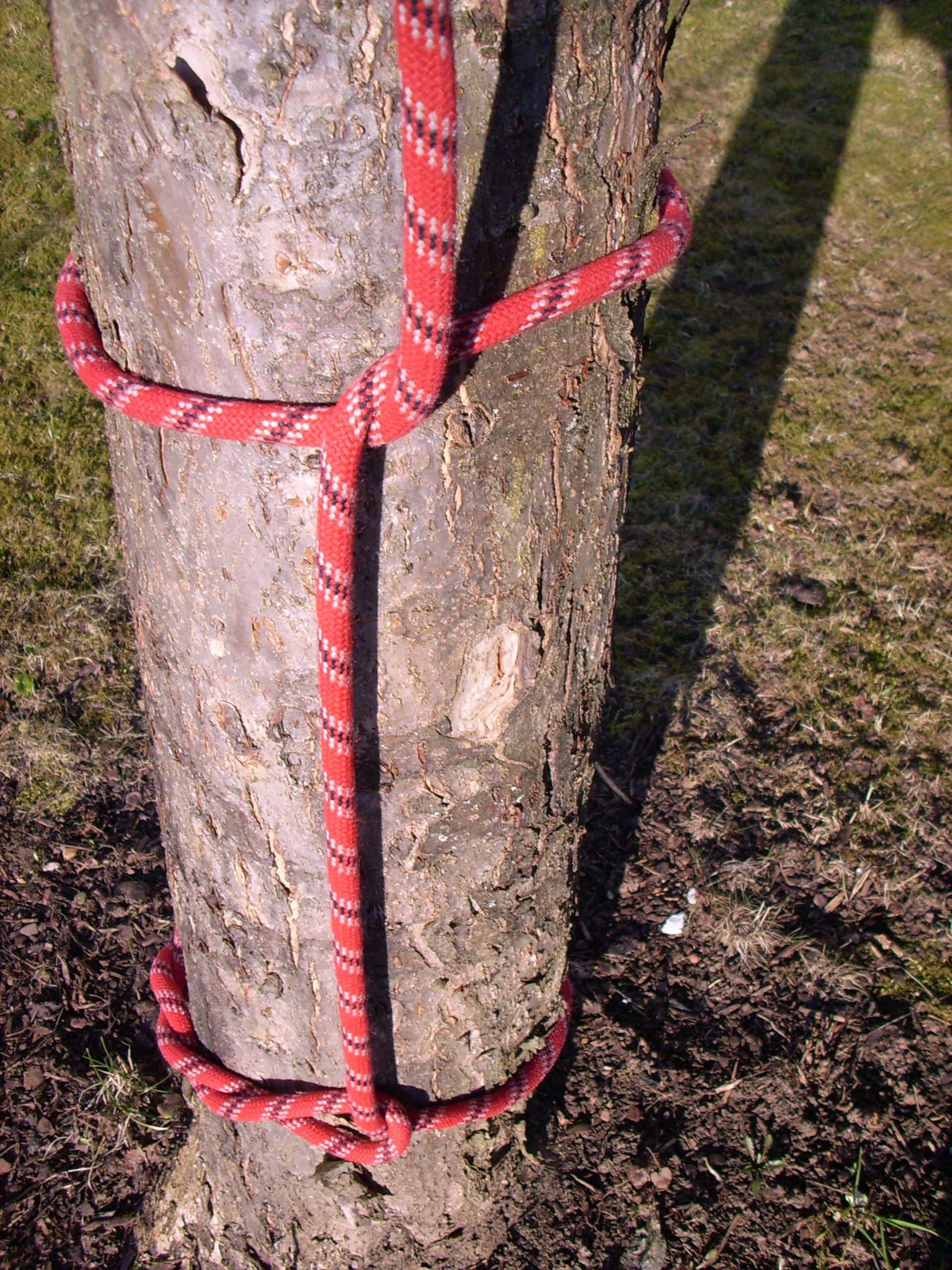
Zimmermannsstek mit Halbem Schlag. (oben im Bild)

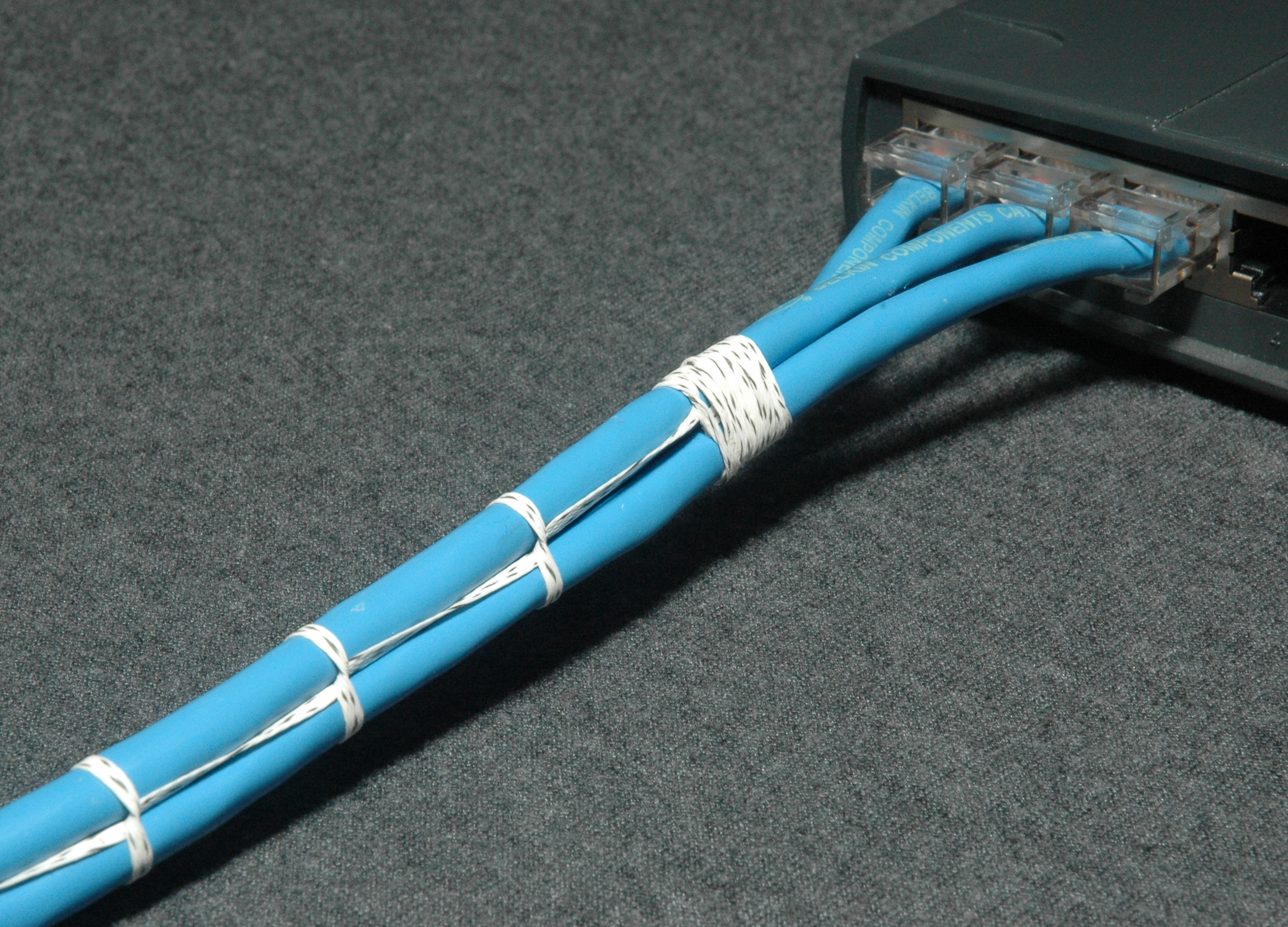
Marlschlag als „Kabelbinder“

## Anwendung
Segler verwenden Marlschläge, um ein Segel an einer Spiere anzuschlagen.
Vor Einführung von Kabelbindern wurden auch, besonders in der Kommunikationstechnik, Kabelbäume mittels Marlschlägen gebunden.
Bei der Bondage werden Marlschläge gerne dazu verwendet, einen Arm oder ein Bein an einer Stange zu fixieren.